# Marga Engel
Marga Engel ist eine Fernsehreihe mit Marianne Sägebrecht in der Titelrolle einer bayerischen Köchin, die von 2001 bis 2004 auf Das Erste ausgestrahlt wurde. Sägebrecht wirkte auch am Drehbuch mit.

## Inhalt
Nach dem Tod ihres Vaters will die Köchin Marga Engel das Erbe in ihren Traum von ihrem eigenen Gasthaus setzen und lässt ein Haus bauen. Der Immobilienmakler Siegfried Ohrmann macht ihr allerdings einen Strich durch die Rechnung. Als sie sich aber massiv gegen ihr geschehenes Unrecht echauffiert, stellt Ohrmann sie in seinem Betrieb in Leipzig ein. Nach nur einem Jahr kündigt Engel, weil sie Ohrmann mit seiner Assistentin in flagranti erwischt hat. Marga Engel findet daraufhin eine Anstellung in einem Kinderheim, das allerdings wiederum Ohrmann zu einer Kurklinik um expandieren will.  In Siegfried Ohrmanns Tochter Olga findet die Köchin eine Verbündete.

## Besetzung
| Schauspieler        | Rollenname         | Position                      | Episoden | Zeitraum  |
| ------------------- | ------------------ | ----------------------------- | -------- | --------- |
| Marianne Sägebrecht | Marga Engel        | Köchin                        | 1–3      | 2001–2004 |
| Gunter Berger       | Siegfried Ohrmann  | Immobilienmakler              | 1–3      | 2001–2004 |
| Ina Paule Klink     | Olga Ohrmann       | Tochter von Siegfried Ohrmann | 1–3      | 2001–2004 |
| Michael Gwisdek     | Dr. Henning Gössel | Anwalt                        | 1–3      | 2001–2004 |

## Episodenliste
| Nr. | Originaltitel              | Erstausstrahlung | Regie             | Drehbuch                        |
| --- | -------------------------- | ---------------- | ----------------- | ------------------------------- |
| 1   | Marga Engel schlägt zurück | 14. März 2001    | Helmut Metzger    | Knut Boeser                     |
| 2   | Marga Engel kocht vor Wut  | 17. Jan. 2003    | Michael Günther   | Thomas Kubisch                  |
| 3   | Marga Engel gibt nicht auf | 28. Dez. 2004    | Karsten Wichniarz | Stephan Kubisch, Thomas Kubisch |